# 狩野永雲
狩野 永雲（かのう えいうん、生年不詳 - 1697年7月6日）は、江戸時代前期の狩野派の絵師である。出雲国松江藩の御用絵師。狩野安信の門人。本姓は太田。名は稠信。

## 生涯
太田氏に生まれる。狩野安信の門人となり狩野氏を名乗る。
出雲国松江藩に御用絵師として仕える。
その後、法橋の僧位を賜った。元禄10年（1697年）7月6日に死去した。